# Ariana (prenume)
Ariana este un prenume feminin de origine greacă și ebraică, care are semnificația de „cel mai sfânt”. De asemenea, Ariana mai poate însemna și „argint”.